# Michael Göring
Michael Göring (Lippstadt, 30 luglio 1956) è uno scrittore e storico della letteratura tedesco.
È stato presidente del consiglio di amministrazione della ZEIT-Stiftung Ebelin und Gerd Bucerius fino alla fine del 2021. Dal 2014 al 2018 è stato presidente del consiglio di amministrazione dell'Associazione delle fondazioni tedesche.

## Biografia
Figlio di Heinz Otto e Marlies Göring, Göring è nato a Lippstadt, dove si è diplomato nel 1975. Dopo aver studiato lingua e letteratura inglese, geografia (con specializzazione in geografia economica), studi americani e filosofia presso le Università di Colonia, Swansea (nel Regno Unito) e Wayne State Detroit (negli USA), nel 1983 ha superato l'esame di stato a Monaco. In questa città, quale borsista della FStudienstiftung des deutschen Volkes, ha conseguito il dottorato in letteratura inglese nel 1986 con la dissertazione intitolata Melodrama heute, die Adaption melodramatischer Elemente und Strukturen im Werk von John Arden und Arden/D'Arcy ("Il melodramma oggi, l'adattamento di elementi e strutture melodrammatiche nell'opera di John Arden e Arden/D'Arcy.").
Dopo aver prestato servizio come consigliere accademico presso l'Università Ludwig Maximilian di Monaco, nel 1988 Michael Göring si è trasferito alla Fondazione accademica nazionale tedesca di Bonn. Dal 1993 è stato responsabile del dipartimento di finanziamento della Fondazione Alfried Krupp von Bohlen und Halbach di Essen. Dal 1997, Michael Göring ha diretto la ZEIT-Stiftung Ebelin und Gerd Bucerius (ora ZEIT-STIFTUNG BUCERIUS) di Amburgo, inizialmente come direttore generale e dal 2005 come presidente del consiglio esecutivo. Fino al suo pensionamento, avvenuto alla fine del 2021, è stato anche presidente del consiglio di vigilanza della Bucerius Law School fondata dalla Fondazione ZEIT e presidente del consiglio di amministrazione del Bucerius Kunst Forum.
Dal 2001 è professore onorario di gestione delle fondazioni presso l'Istituto per la cultura e la gestione dei media dell'Università di musica e teatro di Amburgo.
Il professor Michael Göring ha ricevuto la Croce Federale al Merito di 1ª Classe della Repubblica Federale di Germania nel 2006 per i suoi servizi al lavoro delle fondazioni. Nel 2019, Göring ha ricevuto il Dr Günther Book Prize 2019 per il suo lavoro nel campo delle scienze umane, delle fondazioni e come romanziere.
Göring è stato membro del consiglio dell'Associazione delle Fondazioni tedesche dal 1º luglio 2008, vicepresidente di tale consiglio dal 1º giugno 2011 e suo presidente dal 22 maggio 2014 al 17 maggio 2018. È stato vicepresidente del Club d'Oltremare di Amburgo dal 2008 al 2023 e vicepresidente del consiglio consultivo di Amburgo della Deutsche Bank fino al 2021. Göring continua a far parte del consiglio di amministrazione della Hamburger Sparkasse e dei consigli di amministrazione della Hiege Foundation - German Skin Cancer Foundation, della Lenz Foundation, della F.C. Gundlach Foundation e di altre organizzazioni benefiche simili. Il 1° marzo 2024 è stato nominato membro del Consiglio di amministrazione dell'Università europea Viadrina di Francoforte (Oder).
Il suo romanzo Der Seiltänzer è stato pubblicato nel settembre 2011, il romanzo Vor der Wand nel settembre 2013, Spiegelberg - Roman einer Generation nel febbraio 2016 e il romanzo Hotel Dellbrück nell'autunno 2018. Il suo quinto romanzo, Dresden - Roman einer Familie, è stato dato alle stampe nel 2021.
Göring è sposato e ha due figli ormai grandi.
Göring è uno dei promotori della Carta dei diritti digitali fondamentali dell'Unione Europea, pubblicata alla fine di novembre 2016.

## Onorificenze
- 2006: Croce federale al merito di 1ª classe;
- 2019: Dr.-Günther-Buch-Preis per le scienze umane.

## Scritti (selezione)

### Saggi
- Melodrama heute. Die Adaption melodramatischer Elemente und Strukturen im Werk von John Arden und Arden-d'Arcy. In: Münchner Studien zur neueren englischen Literatur. Band 2. Grüner, Amsterdam 1986, ISBN 90-6032-286-X, OCLC 16839458 (dissertazione).
- In Hamburg stiften gehen. Spaziergänge durch Deutschlands Stiftungshauptstadt. Unter Mitarbeit von Sascha Suhrke. Ellert & Richter, Hamburg 2007, ISBN 3-8319-0292-5.
- Unternehmen Stiftung. Stiften mit Herz und Verstand. 2. Auflage. Hanser, München 2010, ISBN 978-3-446-42180-6.

### Narrativa
- Der Seiltänzer. Hoffmann und Campe, Hamburg 2011, ISBN 978-3-455-40099-1.
- Vor der Wand. Osburg Verlag, Hamburg 2013, ISBN 978-3-95510-023-0.
- Spiegelberg – Roman einer Generation. Osburg Verlag, Hamburg 2016, ISBN 978-3-95510-104-6.
- Hotel Dellbrück. Osburg Verlag, Hamburg 2018, ISBN 978-3-95510-165-7.
- Dresden. Roman einer Familie. Osburg Verlag, Hamburg 2021, ISBN 978-3-95510-243-2.